# Société nationale de musique
La Société nationale de musique (SNM) fut fondée le 25 février 1871 par Romain Bussine et Camille Saint-Saëns, qui en partageaient la présidence. Son but était de promouvoir la musique française et de permettre à de jeunes compositeurs de faire jouer leurs œuvres en public. Sa devise était « Ars gallica ».

## Membres fondateurs
Parmi ses membres initiaux figuraient, outre Saint-Saëns et Bussine : César Franck, Ernest Guiraud, Jules Massenet, Jules Garcin, Gabriel Fauré, Alexis de Castillon, Henri Duparc, Paul Lacombe, Théodore Dubois, Théodore Gouvy,  Paul Taffanel et Clémence de Grandval. Elle fut créée en réaction à la tendance française de favoriser la musique vocale et l’opéra au détriment de la musique d’orchestre et instrumentale, et pour réaffirmer la grandeur de la musique française face à la tradition germanique.

## Lancement
Le concert inaugural fut donné le 17 novembre 1871,, avec au programme le Trio en si bémol majeur de Franck, deux mélodies de Dubois, Cinq pièces dans le style ancien de Castillon, une réduction du Concerto pour violon de Garcin, une Improvisation pour ténor de Massenet et la Marche héroïque op. 34 pour deux pianos de Saint-Saëns. Le concert eut lieu dans les salons Pleyel. La salle Érard accueillit les concerts orchestraux, et l’Église Saint-Gervais les œuvres avec orgue. Bien que la Société disposât de peu de moyens, elle fut à même d’engager des interprètes de premier ordre tels Pablo de Sarasate, Eugène Ysaÿe ou Wanda Landowska.

## Ouverture
En 1876, la société accepte la première femme compositrice, Marie Renaud-Maury. Dans les années 1880, la société commença à accepter les partitions de compositeurs non français. Ernest Chausson en fut le secrétaire de 1883 à sa mort. Vers la fin de cette décennie, la société accepta de nombreux compositeurs de la génération montante, tels Debussy et Ravel.

## Crise et renouveau
En 1886, la Société eut une division frontale à propos du problème de la promotion de la musique étrangère, à l'initiative de Vincent d'Indy et d’autres. Lorsque le principe de l’ouverture des programmes de la SNM aux compositeurs étrangers fut voté par les sociétaires, Saint-Saëns et Bussine démissionnèrent, et César Franck fut alors nommé président. Avec la mort de César Franck en 1890, la présidence incomba à d’Indy. Après quelques incidents, Maurice Ravel quitta la Société pour en fonder une nouvelle, appelée Société musicale indépendante, active à compter de 1910. La compétition entre les deux sociétés et le manque de nouveaux manuscrits entraîna une réduction de l’activité de la Société nationale de musique jusqu’aux années 1930, où l’apport de nouveaux membres tel Olivier Messiaen lui apporta un nouveau souffle. En 1938, Florent Schmitt devint son président.